# Laureles (Tacuarembó)
Ne doit pas être confondu avec Laureles (Salto).
Pour les articles homonymes, voir Laureles.
Laureles est une ville de l'Uruguay située dans le département de Tacuarembó. Sa population est de 46 habitants.

## Population
| Année | Population |
| ----- | ---------- |
| 1963  | 135        |
| 1975  | 42         |
| 1985  | 72         |
| 1996  | 66         |
| 2004  | 46         |

Référence,: